# Hochstarzel
Die Hochstarzel ist ein 1974 m hoher Nebengipfel der Güntlespitze in den Allgäuer Alpen im österreichischen Bundesland Vorarlberg. Sie hat den Charakter eines Grasbergs aus Flyschgestein und ist Teil der Untergruppe Baader Bergumrahmung westlich des Talschlusses des Kleinwalsertals. Sie liegt südlich des Grünhorns und nördlich der Güntlespitze und ist für ihre reichhaltige Flora bekannt.

## Besteigung
Auf die Hochstarzel gelangt man – jeweils über einen schmalen Bergpfad – entweder aus Süden über das Derrenjoch oder aus Norden über das Starzeljoch. Beide Sättel sind sowohl von Norden aus dem Kleinwalsertal als auch von Süden aus Schoppernau oder vom Hochtannbergpass zu erreichen. Aus Richtung Starzeljoch kommend ist der Weg zum Gipfel teilweise ausgesetzt und mit Seilsicherungen versehen, weshalb bei der Begehung Trittsicherheit und Schwindelfreiheit Voraussetzung sind.